# Bakal (India)
Bakal es una localidad de la India en el distrito de Katni, estado de Madhya Pradesh.

## Geografía
Se encuentra a una altitud de 451 m s. n. m. a 350 km de la capital estatal, Bhopal, en la zona horaria UTC +5:30.
Idioma dominante: Hindi y chhattisgarhi.
Actividad economica principal: agricultura y comercio local. 

## Demografía
Según estimación 2010 contaba con una población de 4 655 habitantes.